# 罗斯科·杰克逊
罗斯科·杰克逊（英語：Roscoe Jackson，1901年5月11日—1937年5月21日）是一名美国罪犯，也是最后一个在美国被公开处决的人。杰克逊是一名惯犯，他承认谋杀了旅行推销员珀尔·博扎思（Pearl Bozarth），动机是抢劫，因为杰克逊偷走了博扎思的钱和汽车。杰克逊因谋杀博扎思被判有罪，并在密苏里州加利纳被处以绞刑。

## 早年生活
罗斯科·杰克逊于1901年5月11日出生于密苏里州霍华兹里奇，父母是安德鲁·J·杰克逊（Andrew J. Jackson）和玛蒂尔达·（凯尔）·杰克逊（Matilda (Kyle) Jackson）。作为家中长子，罗斯科17岁以前一直跟随父亲在家庭农场工作。之后他离开家，向西漂泊到全国各地，并与家人失去联系。
杰克逊的妻子是霍华兹里奇本地人多娜·埃里森（Dona Ellison），夫妇俩育有四个孩子，杰克逊被处决时，他们的孩子都还很小。杰克逊去世时，他和埃里森的关系已经疏远，埃里森和他们的四个孩子搬到了俄克拉荷马州保尔斯谷。
杰克逊第一次触犯法律是在他十几岁的时候。杰克逊和另一个男孩为了争夺一个女孩而打架，杰克逊输了。之后，杰克逊开始随身携带枪支并炫耀，结果他被捕并被定罪，罪名是“非法携带隐蔽武器”。杰克逊在欧扎克县监狱服刑期间，看到了另一名男子的狗，杰克逊把它叫到自己的牢房，然后将一种促进剂浇在狗身上，并把一根点燃的火柴扔到狗身上，接着点燃了它。这只狗逃跑后不小心点燃了一座酒店大楼，后来一名市民用猎枪打死了这只狗，以“结束它的痛苦”。这件事让杰克逊在当地收获了“残暴之人”的名声。

## 犯罪和逮捕
1934年8月初，当杰克逊在布兰森搭便车时，位于圣路易斯的一家家禽药品工厂的老板珀尔·博扎思载了他，当时他正在该地区销售家禽药品。博扎思让杰克逊搭便车，两人在福赛斯停留过夜。在那里，博扎思为杰克逊支付了餐费和他在影岩营地（Shadow Rock Camp）的住宿费。
三天后，一名当地农民在布拉德利维尔和布朗布兰奇之间的一片田地里发现了博扎思的尸体；他的车和钱都不见了。他的死因可能是头部多处中枪。福赛斯警察和托尼县验尸官鲍勃·桑希尔（Bob Thornhill）将博扎思的遗体运回布兰森。他身上还留有一块手表、一枚戒指和95美分。
影岩营地的主人是W·G·里德 （W.G. Reed），他是博扎思的老朋友。里德向调查人员透露了与博扎思一起搭便车前往营地的人的情况。里德和当地一名加油站工作人员向调查人员描述了杰克逊的面貌，这为警方逮捕杰克逊提供了帮助。
调查人员从俄克拉荷马州韦沃卡收到线索，一名符合嫌疑人特征的男子出现在他们所在的城镇。托尼县警长比尔·庞弗里（Bill Pumphrey）和检察官乔·吉迪恩（Joe Gideon）从福赛斯前往韦沃卡，试图逮捕杀害博扎思的凶手。杰克逊在安娜·惠滕（Anna Whitten）的家中被捕。他仍持有博扎思的车辆，而他曾试图通过油漆来伪装车辆；调查人员发现了杰克逊用来给车辆上漆的几桶黑漆。
当当局将杰克逊送回福赛斯时，里德确认他就是与博扎思同行的那名男子。杰克逊承认与博扎思同行，但坚称还有另一名乘客，名叫威廉·杨（William Young），是他谋杀了博扎思，并强迫杰克逊与他一起乘车前往俄克拉荷马州塞米诺尔。 

## 审判
尽管谋杀案发生在密苏里州托尼县，但由于移送管辖，案件被转移到密苏里州斯通县。
审判于1934年12月10日开始，先是选择陪审团，然后进行预先审查，但证人直到下午3点才被传唤到庭。第二天中午12点，陪审员开始审议。
陪审团裁定杰克逊一级谋杀罪成立，但无法就量刑达成一致。法官罗伯特·吉迪恩（Robert Gideon）在经过两个小时的审议后召集了陪审团，发现其中九名陪审员赞成死刑，三名陪审员赞成终身监禁。陪审团向吉迪恩法官解释说他们无法达成一致意见后，陪审团被解散；吉迪恩法官随后判处杰克逊死刑。
被定罪后，杰克逊承认谋杀了博扎思。他还承认谋杀了俄克拉荷马州的另一名男子。
杰克逊被带到杰斐逊城的州立监狱，在那里他被单独监禁了两年多。

## 处决

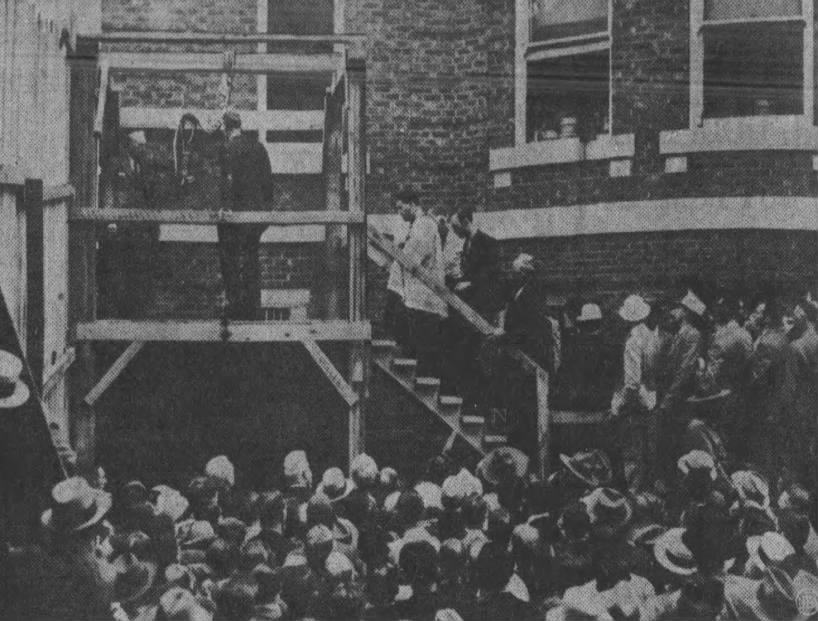
罗斯科·杰克逊走上绞刑架的台阶

1937年5月20日，斯通县警长 I·H·科因（I.H. Coin）、副警长 F·A·摩尔（F.A. Moore）、托尼县警长亨利·西蒙斯（Henry Simmons）和密苏里州公路巡警哈维·乔治（Harvey George）前往杰斐逊城接走杰克逊并执行死刑。
绞刑的目击者之一是霍华德·博扎思（Howard Bozarth），他是谋杀案受害者珀尔·博扎思的儿子。杰克逊的父亲安德鲁·J·杰克逊从密苏里州盖恩斯维尔附近的霍华兹里奇赶来参加儿子的处决，但他没有亲眼目睹绞刑。当他的父亲到县监狱探望他时，罗斯科告诉父亲，“种瓜得瓜，种豆得豆，我准备明天早上收割”。
第二天早上，在六点前几分钟，估计至少有400人在法院外等候见证罗斯科·杰克逊的绞刑。观众们列队进入围场后，科因警长让人群安静下来。杰克逊的精神导师埃亨神父站在跑道上，杰克逊紧随其后。埃亨神父大声宣读了痛悔短祷，杰克逊重复了一遍。
杰克逊转身面向围场外的人群，说道：
要求任何人原谅我都太过分了。死亡本身并不那么糟糕，但一个人留下的记录可能很糟糕。意外死亡很容易，但当你慢慢地死去时，就很难了。如果你觉得我在像个男人一样偿还债务，我会很高兴。
然后他转身面对围场内的人群，并被置于陷阱的中央。副警长摩尔将黑色头罩戴在他的脸上，警长西蒙斯将套索套在他的脖子上，其他警官将他的双腿绑在一起。然后杰克逊举起双手说：“好吧，规矩点，各位。”科因警长拉动了控制杆，杰克逊从十英尺高处坠落。十分钟后，克兰的克尔医生和里兹斯普林的舒马特医生宣布他死亡。

## 后续
杰克逊被处决后，官员将杰克逊的尸体从绞刑架上移走，人群仍留在绞刑场附近；纪念品寻觅者剪下了绳子的碎片。
杰克逊的父亲安德鲁·杰克逊没有观看处决。《圣路易斯邮报》（St. Louis Post-Dispatch）报道称，杰克逊的父亲在警长办公室等到处决完成，以便将杰克逊的遗体带回霍华兹里奇，而《西部平原周刊》（West Plains Weekly Quill）报道称，杰克逊的父亲回到家中，留下杰克逊的律师G·W·罗杰斯（G.W. Rogers）负责照看遗体。杰克逊的父亲、母亲和兄弟姐妹参加了他的葬礼；他分居的妻子和孩子没有参加。之后，杰克逊被安葬在霍华兹里奇。

### 密苏里州从绞刑到毒气室的转变
1937年9月，州长劳埃德·克劳·史塔克签署了一项法案，专门授权今后在密苏里州执行死刑时使用毒气。在史塔克州长提出法案之前，1937年该州有三名男子被绞死，他们分别是1937年4月2日在卡勒韦县被绞死的弗雷德·亚当斯（Fred Adams）；1937年5月21日上午6点（即杰克逊被处决的同一天和同一时间，尽管是在杰克逊县法院内）被绞死的杜德利·巴尔（Dudley Barr）；以及罗斯科·杰克逊。巴尔和杰克逊是密苏里州最后被绞死的人，该州于1938年3月4日首次实施了毒气室处决。密苏里州在1938年总共对八名男子使用了毒气室处决。